# Harrisburg (Nebraska)
Harrisburg település az Amerikai Egyesült Államok Nebraska államában, Banner megyében, melynek megyeszékhelye is. Lakosainak száma 99 fő (2020. április 1.).

## Népesség
A település népességének változása:

| 2010 | 100 |
| 2020 | 99  |